# Amazing Stories (revista)
Amazing Stories —o simplemente Amazing— fue una revista estadounidense adscrita al género de ciencia ficción que lanzó su primer número en abril de 1926 bajo la casa editorial Experimenter Publishing de propiedad de Hugo Gernsback. Fue la primera publicación dedicada exclusivamente a este género, y se editó casi ininterrumpidamente durante ochenta años. Antes de su aparición, las historias de ciencia ficción se publicaban en otras revistas —incluyendo algunas de Gernsback—, pero Amazing ayudó a definir y poner en marcha un nuevo género de ficción pulp.
En 1929 Gernsback se declaró en bancarrota y perdió el control de la revista. En 1931, Bernarr Macfadden compró los activos de Mackinnon-Fly (en Canadá), por lo que también adquirió a Amazing y varios otros títulos; tras la adquisición, comenzaron a publicarse bajo el sello editorial Teck. Durante la década de 1930, la revista disminuyó su rentabilidad y en 1938 se vendió a Ziff-Davis, que contrató a Raymond A. Palmer como editor; Palmer transformó a la revista en una publicación exitosa a pesar de no considerarse como un título de calidad dentro del círculo de la ciencia ficción. A fines de 1950 Amazing comenzó a publicar historias de misterios «shaverianos», un mito espeluznante que explicaba los accidentes y desastres como el trabajo de robots llamados deros. Las historias fueron presentadas como hechos, lo que no solo permitió un aumento dramático de la tirada, sino que además, su ridicularización generalizada. Palmer fue reemplazado por Howard Browne en 1949, quien brevemente trató de transformar a Amazing en una revista de lujo; sin embargo, este plan no se concretó y la publicación cambió al formato digest en 1953, poco antes del fin de la era de las revistas pulp. 
A fines de 1958, y bajo el liderazgo de Cele Goldsmith, la dirección editorial estuvo en manos de Paul W. Fairman por un breve período. A pesar de su falta de experiencia, Goldsmith fue capaz de dar nuevos aires a la revista, y su período es considerado como una de las etapas más creativas de Amazing; a pesar de ello, no fue capaz de detener el declive en las ventas y finalmente la revista fue vendida a Universal Publishing Company de Sol Cohen en 1965.
Tras el mandato de Cohen, el contenido de Amazing se basó principalmente en la reedición de historias, sin pagar los respectivos derechos de reimpresión a los autores, por lo que la revista entró en conflicto con la recién formada Science Fiction Writers of America, y que le costó a la revista dos editores consecutivos —Harry Harrison y Barry N. Malzberg— en un corto período a fines de la década de 1960. Ted White asumió el cargo de editor después de Malzberg, eliminando las reimpresiones y recuperando el estatus de revista respetado de nuevo: Amazing fue nominada para el prestigioso premio Hugo en tres ocasiones durante su mandato (aunque Amazing no ganó nunca, estuvo nominada en ocho ocasiones al Premio Hugo a la mejor revista profesional). White abandonó la publicación a fines de la década de 1970. 
En la década siguiente, Amazing pasó a manos de TSR en 1983 y Wizards of the Coast en 1997 —que adquirió TSR—, quien intentó crear una encarnación moderna y exitosa de la revista durante los siguientes veinte años de manera intermitente. Un último intento lo realizó Paizo Publishing a fines de 2004, pero la publicación fue suspendida después del número de marzo de 2005.

## Orígenes

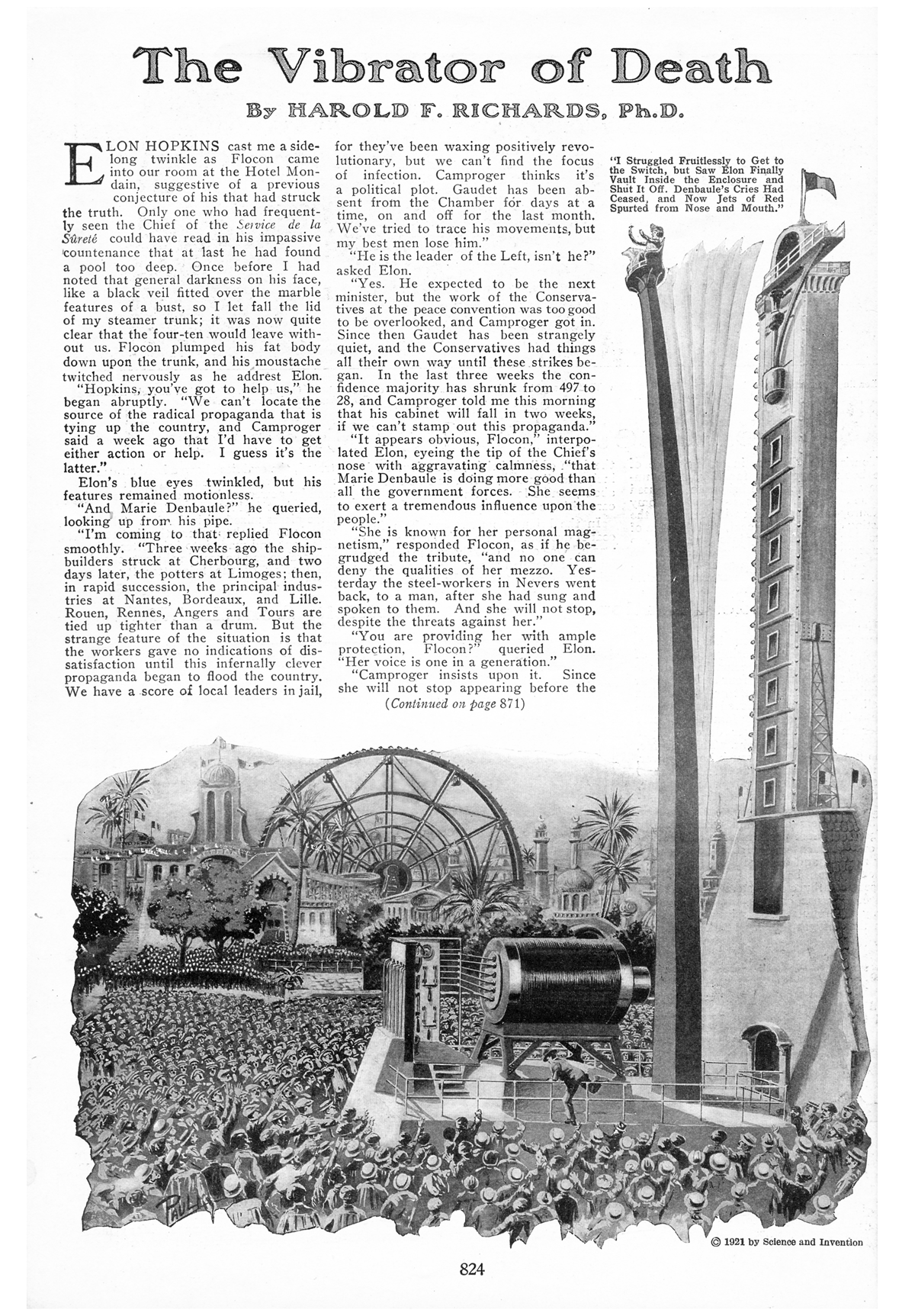
Una historia de ficción científica ilustrada por Frank R. Paul en una edición de Science and Invention en 1922.

A fines del siglo XIX, las historias y relatos con temáticas relacionadas con invenciones científicas o con ambientación futurista comenzaron a aparecer regularmente en las revistas de ficción popular. El mercado de los cuentos se prestaba a trabajos que seguían la tradición de Julio Verne. Las revistas como Munsey's Magazine y The Argosy —lanzadas en 1889 y 1896 respectivamente—, publicaban unas cuantas historias de ciencia ficción al año. Algunas revistas slick de lujo como McClure's, que pagaban bien y estaban dirigidas a un público más literario, también insertaron historias científicas, pero a principios del siglo XX, la ciencia ficción —a pesar de que todavía no se llamaba así— comenzó a aparecer más a menudo en revistas pulp que en las sticks.
En 1908, Hugo Gernsback publicó el primer número de Modern Electrics, una revista dirigida a los aficionados a la ciencia, y que fue un éxito inmediato. Gernsback comenzó a incluir artículos sobre hipotéticos usos de la ciencia, tales como Wireless on Saturn de diciembre de 1908. En abril de 1911, Gernsback empezó la serialización de su novela de ciencia ficción Ralph 124C 41+, pero en 1913 vendió su participación en la revista a su socio y lanzó una nueva publicación denominada Electrical Experimenter, que pronto comenzó a publicar ficción científica. En 1920, Gernsback la renombró como Science and Invention, y a través de los años 1920, publicó gran parte de ficción científica en sus páginas, junto con artículos científicos de no-ficción.
Gernsback fundó una nueva revista llamada Practical Electrics en 1921, mientras que en 1924 cambió su nombre por The Experimenter, y envió una carta a veinticinco mil personas para sondear la posibilidad de una revista dedicada exclusivamente a la ficción científica; en sus palabras, «la respuesta recibida fue tal, que la idea se aplicó durante dos años». Sin embargo, en 1926 se descartó definitivamente y se canceló The Experimenter, dejando espacio para la publicación de una nueva revista, que sería Amazing Stories. Su primer editor fue T. O'Conor Sloane, quien ocupó el mismo puesto en The Experimenter; el primer número apareció el 10 de marzo de 1926, con fecha de portada de abril de 1926.

## Historia de la publicación

### Primeros años
| Números publicados | Números publicados | Números publicados | Números publicados | Números publicados | Números publicados | Números publicados | Números publicados | Números publicados | Números publicados | Números publicados | Números publicados | Números publicados |
| | Ene                | Feb                | Mar                | Abr                | May                | Jun                | Jul                | Ago                | Sep                | Oct                | Nov                | Dic                |
| --- | ------------------ | ------------------ | ------------------ | ------------------ | ------------------ | ------------------ | ------------------ | ------------------ | ------------------ | ------------------ | ------------------ | ------------------ |
| 1926 |                    |                    |                    | 1/1                | 1/2                | 1/3                | 1/4                | 1/5                | 1/6                | 1/7                | 1/8                | 1/9                |
| 1927 | 1/10               | 1/11               | 1/12               | 2/1                | 2/2                | 2/3                | 2/4                | 2/5                | 2/6                | 2/7                | 2/8                | 2/9                |
| 1928 | 2/10               | 2/11               | 2/12               | 3/1                | 3/2                | 3/3                | 3/4                | 3/5                | 3/6                | 3/7                | 3/8                | 3/9                |
| 1929 | 3/10               | 3/11               | 3/12               | 4/1                | 4/2                | 4/3                | 4/4                | 4/5                | 4/6                | 4/7                | 4/8                | 4/9                |
| 1930 | 4/10               | 4/11               | 4/12               | 5/1                | 5/2                | 5/3                | 5/4                | 5/5                | 5/6                | 5/7                | 5/8                | 5/9                |
| 1931 | 5/10               | 5/11               | 5/12               | 6/1                | 6/2                | 6/3                | 6/4                | 6/5                | 6/6                | 6/7                | 6/8                | 6/9                |
| 1932 | 6/10               | 6/11               | 6/12               | 7/1                | 7/2                | 7/3                | 7/4                | 7/5                | 7/6                | 7/7                | 7/8                | 7/9                |
| 1933 | 7/10               | 7/11               | 7/12               | 8/1                | 8/2                | 8/3                | 8/4                | 8/5                | 8/5                | 8/6                | 8/7                | 8/8                |
| 1934 | 8/9                | 8/10               | 8/11               | 8/12               | 9/1                | 9/2                | 9/3                | 9/4                | 9/5                | 9/6                | 9/7                | 9/8                |
| 1935 | 9/9                | 9/10               | 9/11               | 10/1               | 10/2               | 10/3               | 10/4               | 10/5               |                    | 10/6               |                    | 10/7               |
| 1936 |                    | 10/8               |                    | 10/9               |                    | 10/10              |                    | 10/11              |                    | 10/12              |                    | 10/13              |
| 1937 |                    | 11/1               |                    | 11/2               |                    | 11/3               |                    | 11/4               |                    | 11/5               |                    | 11/6               |
| 1938 |                    | 12/1               |                    | 12/2               |                    | 12/3               |                    | 12/4               |                    | 12/5               | 12/6               | 12/7               |
| 1939 | 13/1               | 13/2               | 13/3               | 13/4               | 13/5               | 13/6               | 13/7               | 13/8               | 13/9               | 13/10              | 13/11              | 13/12              |
| Números de Amazing Stories hasta 1939. Se muestra en formato volumen/número. Los editores fueron Gernsback (amarillo), Lynch (rojo), Sloane (azul) y Palmer (púrpura). |                    |                    |                    |                    |                    |                    |                    |                    |                    |                    |                    |                    |

Las tareas editoriales fueron realizadas en gran parte por Sloane, aunque Gernsback conservó la última palabra sobre el contenido de ficción. Dos consultores, Conrad A. Brandt y Wilbur C. Whitehead, fueron contratados para ayudar a seleccionar las ficciones a reimprimir. Frank R. Paul, quien había trabajado con Gernsback a principios de 1914, se convirtió en el artista dedidado al diseño de la portada; Paul había producido varias ilustraciones para ficción en The Electrical Experimenter. Amazing se editó en un formato similar a la de revistas técnicas —8,5 × 1,75" o 216 × 298 mm— y se transformó en un éxito inmediato, alcanzando rápidamente una respetable circulación de cien mil unidades. Gernsback observó que existía un público entusiasta para la «cientificción» —el término «ciencia ficción» aún no se había inventado—, y en 1927 lanzó Amazing Stories Annual, que rápidamente se agotó. En enero de 1928 lanzó una revista trimestral derivada llamada Amazing Stories Quarterly, que se editó con regularidad durante veintidós números.
Gernsback fue lento en pagar a los autores y acreedores; el nivel de sus inversiones limitaron su liquidez. El 20 de febrero de 1929 su proveedor de papel e impresoros inició un procedimiento de quiebra en su contra. Se ha sugerido que Bernarr Macfadden, otro editor de revistas, uso sus influencias para forzar la quiebra debido a que Gernsback no deseaba venderle sus publicaciones, sin embargo, ello no ha sido comprobado. Experimenter Publishing fue declarada en quiebra en días; Amazing sobrevivió con el mismo personal, pero Hugo y su hermano Sidney fueron forzados a salir de la dirección. Arthur H. Lynch se hizo cargo del mando editorial, aunque Sloane mantuvo el control efectivo sobre los contenidos de la revista. Los receptores, Irving Trust, pronto vendieron la revista a B.A. Mackinnon, y en agosto de 1931, Amazing fue adquirido por Teck Publications, una subsidiaria de Macfadden Publishing de Bernarr Macfadden. Las espaldas financieras de Macfadden aislaron a Amazing de los efectos de la crisis financiera causada por la Gran Depresión, y aunque el calendario de publicación de Amazing Stories Quarterly comenzó a debilitarse, Amazing no perdió ninguna edición a principios de 1930. Sin embargo, esta se volvió poco rentable a lo largo de los siguientes años, y la circulación se redujo a poco más de veinticinco mil en 1934, cambiando su periodicidad a bimensual en octubre de 1935.
En 1938, con una circulación de Amazing cercana a quince mil, Teck Publications estaba teniendo problemas financieros. En enero de 1938 Ziff-Davis se hizo cargo de la revista; el número de abril fue editado por Sloane pero publicado por Ziff-Davis. Bernard Davis, que dirigía el departamento editorial de Ziff-Davis, intentó contratar a Roger Sherman Hoar como editor, quien tras rechazar el trabajo, sugirió a Raymond A. Palmer, un fan local activo de la ciencia ficción. Palmer fue contratado febrero de ese año, y se hizo cargo de las tareas editoriales con el número de junio de 1938. Ziff-Davis lanzó Fantastic Adventures como compañero de Amazing adscrito al género de aventuras en mayo de 1939, también bajo dirección editorial de Palmer. Palmer rápidamente logró mejorar la circulación de Amazing, y en noviembre de 1938, la revista volvió a su periodicidad mensual, aunque esto no se mantuvo durante el mandato de Palmer: entre 1944 y 1946 fue bimensual y luego trimestral por un tiempo antes de volver a ser mensual.

### Década de 1940
| Números publicados | Números publicados | Números publicados | Números publicados | Números publicados | Números publicados | Números publicados | Números publicados | Números publicados | Números publicados | Números publicados | Números publicados | Números publicados |
| | Ene                | Feb                | Mar                | Abr                | May                | Jun                | Jul                | Ago                | Sep                | Oct                | Nov                | Dic                |
| --- | ------------------ | ------------------ | ------------------ | ------------------ | ------------------ | ------------------ | ------------------ | ------------------ | ------------------ | ------------------ | ------------------ | ------------------ |
| 1940 | 14/1               | 14/2               | 14/3               | 14/4               | 14/5               | 14/6               | 14/7               | 14/8               | 14/9               | 14/10              | 14/11              | 14/12              |
| 1941 | 15/1               | 15/2               | 15/3               | 15/4               | 15/5               | 15/6               | 15/7               | 15/8               | 15/9               | 15/10              | 15/11              | 15/12              |
| 1942 | 16/1               | 16/2               | 16/3               | 16/4               | 16/5               | 16/6               | 16/7               | 16/8               | 16/9               | 16/10              | 16/11              | 16/12              |
| 1943 | 17/1               | 17/2               | 17/3               | 17/4               | 17/5               | 17/6               | 17/7               | 17/8               | 17/9               |                    | 17/10              |                    |
| 1944 | 18/1               |                    | 18/2               |                    | 18/3               |                    |                    |                    | 18/4               |                    |                    | 18/5               |
| 1945 |                    |                    | 19/1               |                    |                    | 19/2               |                    |                    | 19/3               |                    |                    | 19/4               |
| 1946 |                    | 20/1               |                    |                    | 20/2               | 20/3               | 20/4               | 20/5               | 20/6               | 20/7               | 20/8               | 20/9               |
| 1947 | 21/1               | 21/2               | 21/3               | 21/4               | 21/5               | 21/6               | 21/7               | 21/8               | 21/9               | 21/10              | 21/11              | 21/12              |
| 1948 | 22/1               | 22/2               | 22/3               | 22/4               | 22/5               | 22/6               | 22/7               | 22/8               | 22/9               | 22/10              | 22/11              | 22/12              |
| 1949 | 23/1               | 23/2               | 23/3               | 23/4               | 23/5               | 23/6               | 23/7               | 23/8               | 23/9               | 23/10              | 23/11              | 23/12              |
| Números de Amazing Stories en la década de 1940. Se muestra en formato volumen/número. Ray Palmer fue el único editor durante esta década, por lo tanto se utiliza solo un color. |                    |                    |                    |                    |                    |                    |                    |                    |                    |                    |                    |                    |

En septiembre de 1943 Richard Shaver, un lector de Amazing, comenzó a mantener correspondencia con Palmer, quien pronto le solicitó escribir cuentos para la revista. Shaver respondió con una historia llamada I Remember Lemuria que se publicó en marzo de 1945; esta fue presentada como una mezcla de realidad y ficción. La historia, sobre civilizaciones prehistóricas, impulsó radicalmente la circulación de Amazing, y Palmer publicó una nueva historia de Shaver en cada número, que culminó en una edición especial en junio de 1947 dedicada exclusivamente a Shaver Mystery, apelativo con el que se le llamaba. Pronto la revista comenzó a ser ridiculizada; así, en un artículo de burla publicado en septiembre de 1946 en Harper's, William S. Baring-Gould conminó a William Ziff a decirle a Palmer que limitara la cantidad de material relacionada con Shaver en la revista; Palmer acató, pero su interés en este tipo de material ya era considerable, por lo que pronto comenzó a planear dejar Ziff-Davis. En 1947 formó Clark Publications, lanzando Fate al siguiente año, y en 1949 renunció a Ziff-Davis para editar no solo Fate, sino que además otras revistas.
Howard Browne, quien se había ausentado de Ziff-Davis para escribir ficción, asumió el cargo de editor y comenzó desechando alrededor de trescientas mil palabras del inventario que Palmer había adquirido antes de renunciar. Browne ambicionaba transformar en una revista de lujo a Amazing, y su argumento fue reforzado por Street & Smith, una de las editoriales más consolidadas y respetadas, que cancelaron todas sus revistas pulp en el verano de 1949. Las pulp estaban desapareciendo en gran parte debido al éxito de los libros de bolsillo, y Street & Smith decidió concentrarse en sus revistas slicks; aunque algunas pulps lucharon durante un par de años más para no desaparecer, Browne fue capaz de convencer a Ziff Davis de que el futuro estaba en las slicks, logrando aumentar el presupuesto para ficción desde un centavo de dólar hasta un límite máximo de cinco centavos por palabra. Así, consiguió promesas de nuevas historias de varios autores conocidos —incluyendo a Isaac Asimov y Theodore Sturgeon—, produjo un número ficticio en abril de 1950, y planeó lanzar la nueva encarnación de Amazing durante el 25º aniversario de la primera edición, en abril de 1951. Sin embargo, el impacto económico de la guerra de Corea que estalló en junio de 1950, incitó a recortes presupuestarios. Los planes fueron cancelados, y Ziff-Davis nunca revivió la idea.

### Década de 1950
| Números publicados | Números publicados | Números publicados | Números publicados | Números publicados | Números publicados | Números publicados | Números publicados | Números publicados | Números publicados | Números publicados | Números publicados | Números publicados |
| | Ene                | Feb                | Mar                | Abr                | May                | Jun                | Jul                | Ago                | Sep                | Oct                | Nov                | Dic                |
| --- | ------------------ | ------------------ | ------------------ | ------------------ | ------------------ | ------------------ | ------------------ | ------------------ | ------------------ | ------------------ | ------------------ | ------------------ |
| 1950 | 24/1               | 24/2               | 24/3               | 24/4               | 24/5               | 24/6               | 24/7               | 24/8               | 24/9               | 24/10              | 24/11              | 24/12              |
| 1951 | 25/1               | 25/2               | 25/3               | 25/4               | 25/5               | 25/6               | 25/7               | 25/8               | 25/9               | 25/10              | 25/11              | 25/12              |
| 1952 | 26/1               | 26/2               | 26/3               | 26/4               | 26/5               | 26/6               | 26/7               | 26/8               | 26/9               | 26/10              | 26/11              | 26/12              |
| 1953 | 27/1               | 27/2               | 27/3               | 27/4               | 27/4               | 27/5               | 27/5               | 27/6               | 27/6               | 27/7               | 27/7               | 27/8               |
| 1954 | 27/8               |                    | 28/1               |                    | 28/2               |                    | 28/3               |                    | 28/4               |                    | 28/5               |                    |
| 1955 | 29/1               |                    | 29/2               |                    | 29/3               |                    | 29/4               |                    | 29/5               |                    | 29/6               | 29/7               |
| 1956 | 30/1               | 30/2               | 30/3               | 30/4               | 30/5               | 30/6               | 30/7               | 30/8               | 30/9               | 30/10              | 30/11              | 30/12              |
| 1957 | 31/1               | 31/2               | 31/3               | 31/4               | 31/5               | 31/6               | 31/7               | 31/8               | 31/9               | 31/10              | 31/11              | 31/12              |
| 1958 | 32/1               | 32/2               | 32/3               | 32/4               | 32/5               | 32/6               | 32/7               | 32/8               | 32/9               | 32/10              | 32/11              | 32/12              |
| 1959 | 33/1               | 33/2               | 33/3               | 33/4               | 33/5               | 33/6               | 33/7               | 33/8               | 33/9               | 33/10              | 33/11              | 33/12              |
| Números de Amazing Stories en la década de 1950. Se muestra en formato volumen/número. Los editores fueron Browne (verde), Fairman (amarillo oscuro) y Goldsmith (naranjo). |                    |                    |                    |                    |                    |                    |                    |                    |                    |                    |                    |                    |

El interés de Browne en Amazing declinó cuando el proyecto de convertirla en una revista slick se descartó. Aunque se mantuvo involucrado en Fantastic Adventures, otra revista de Ziff-Davis, dejó el trabajo editorial sobre Amazing a William Hamling y Lila Shaffer. En diciembre de 1950, cuando Ziff-Davis trasladó sus oficinas desde Chicago hacia Nueva York, Hamling se quedó en la primera ciudad por lo que Browne volvió a involucrarse con la revista.
En 1952, Browne convenció a Ziff-Davis para que tratara de publicar una revista adscrita al género fantástico en formato digest de alta calidad; así, Fantastic apareció en el verano de ese año con un éxito tal, que convenció a Ziff-Davis para cambiar el formato pulp de Amazing a digest a principios de 1953 —se cambió además a una periodicidad bimensual. La circulación se redujo, mientras que después de diversos ajustes presupuestarios hacia la baja, la calidad literaria de ambas revistas también se redujo; tras esto, Fantastic comenzó a insertar historias de ciencia ficción en sus ediciones. Como resultado, comenzó a aumentar la circulación, sin embargo, dado que Browne no era un aficionado a la ciencia ficción, perdió el interés en ambas revistas. Paul W. Fairman reemplazó a Browne como editor en septiembre de 1956.
Tras ser adquirida por Fairman, Bernard Davis decidió probar la publicación de una serie de novelas tituladas Amazing Stories Science Fiction Novels. Cartas de los lectores en Amazing habían indicado el deseo de novelas, que la revista no tenía espacio para agregar. La serie de novelas no duró mucho, sólo 20 Million Miles to Earth de Henry Slesar apareció, sin embargo, en respuesta al interés de los lectores en ficción más extensa, Ziff-Davis amplió Amazing en 16 páginas, comenzando con el número de marzo en 1958; además, la revista comenzó a publicar novelas completas.
A fines de 1958, Fairman renunció para pasar a ocupar la misma posición en Ellery Queen's Mystery Magazine; fue reemplazado por Cele Goldsmith, quien había sido contratada como secretaria en 1955, y que luego se convirtió en editora asistente cuando Ziff-Davis puso en marcha dos revistas de corta duración, Dream World y Pen Pals, en 1956. En la compañía no estaban seguros de las habilidades como editora de Goldsmith, por lo que cuando Fairman abandonó la revista, Norman Lobsenz fue contratado como consultor para trabajar con ella; tras el buen desempeño de ella, Lobsenz pasó a tener un rol menor.

### Década de 1960
| Números publicados | Números publicados | Números publicados | Números publicados | Números publicados | Números publicados | Números publicados | Números publicados | Números publicados | Números publicados | Números publicados | Números publicados | Números publicados |
| | Ene                | Feb                | Mar                | Abr                | May                | Jun                | Jul                | Ago                | Sep                | Oct                | Nov                | Dic                |
| --- | ------------------ | ------------------ | ------------------ | ------------------ | ------------------ | ------------------ | ------------------ | ------------------ | ------------------ | ------------------ | ------------------ | ------------------ |
| 1960 | 34/1               | 34/2               | 34/3               | 34/4               | 34/5               | 34/6               | 34/7               | 34/8               | 34/9               | 34/10              | 34/11              | 34/12              |
| 1961 | 35/1               | 35/2               | 35/3               | 35/4               | 35/5               | 35/6               | 35/7               | 35/8               | 35/9               | 35/10              | 35/11              | 35/12              |
| 1962 | 36/1               | 36/2               | 36/3               | 36/4               | 36/5               | 36/6               | 36/7               | 36/8               | 36/9               | 36/10              | 36/11              | 36/12              |
| 1963 | 37/1               | 37/2               | 37/3               | 37/4               | 37/5               | 37/6               | 37/7               | 37/8               | 37/9               | 37/10              | 37/11              | 37/12              |
| 1964 | 38/1               | 38/2               | 38/3               | 38/4               | 38/5               | 38/6               | 38/7               | 38/8               | 38/9               | 38/10              | 38/11              | 38/12              |
| 1965 | 39/1               | 39/2               | 39/3               | 39/4               | 39/5               | 39/6               |                    | 40/1               |                    | 40/2               |                    | 40/3               |
| 1966 |                    | 40/4               |                    | 40/5               |                    | 40/6               |                    | 40/7               |                    | 40/8               |                    | 40/9               |
| 1967 |                    | 40/10              |                    | 41/1               |                    | 41/2               |                    | 41/3               |                    | 41/4               |                    | 41/5               |
| 1968 |                    | 41/6               |                    | 42/1               |                    |                    | 42/2               |                    | 42/3               |                    | 42/4               |                    |
| 1969 | 42/5               |                    | 42/6               |                    | 43/1               |                    | 43/2               |                    | 43/3               |                    | 43/4               |                    |
| Números de Amazing Stories en la década de 1960. Se muestra en formato volumen/número. Los editores fueron Goldsmith (naranja), Wrzos (púrpura), Harrison (verde), Malzberg (amarillo) y White (azul) |                    |                    |                    |                    |                    |                    |                    |                    |                    |                    |                    |                    |

Goldsmith es considerada por los historiadores de la ciencia ficción como una editora innovadora, y que tuvo un impacto notable durante el inicio en las carreras literarias de autores como Ursula K. Le Guin y Roger Zelazny, aunque la circulación de la revista se rezagó durante su mandato; de hecho, en 1964 la circulación de Fantastic se redujo a veintisiete mil, mientras que Amazing no lo hacía mejor. En marzo del siguiente año ambas revistas fueron vendidos a Ultimate Publishing Company, dirigida por Sol Cohen y Arthur Bernhard. Goldsmith tuvo la opción de irse con las revistas o quedarse en Ziff-Davis, optando por la primera; así, Cohen contrató a Joseph Wrzos como editor de ambas publicaciones, empezando por los números de agosto y septiembre de 1965 de Amazing y Fantastic respectivamente. Wrzos utilizaba el nombre Joseph Ross en los pie de imprenta para evitar errores ortográficos. Además, ambas revistas cambiaron su periodicidad a bimensual.
Cohen había adquirido los derechos de reimpresión de los números anteriores de las revistas, aunque Wrzos acordó imprimir una nueva historia en cada número. Cohen también editaba revistas reimpresas tales como Great Science Fiction y Science Fiction Classics, pero no realizaba los pagos de derechos a los autores de las historias, lo que trajo un conflicto con Science Fiction Writers of America (SFWA), una organización de escritores profesionales formada en 1965. Pronto SFWA llamó a boicotear las revistas de Ultimate hasta que Cohen pagara los derechos; tras esto, Cohen accedió a pagar una tarifa plana para todas las historias, y en agosto de 1967, se cambió a una tasa variable dependiendo de la extensión de la historia. Harry Harrison había actuado como intermediario en las negociaciones con la SFWA, y cuando Wrzos dejó su puesto en 1967, Cohen le solicitó ocupar el cargo. La revista Science Fantasy, de la que él era editor, había cerrado sus puertas en febrero de 1967, por lo que Harrison estaba disponible. Así, el nuevo editor acordó con Cohen la eliminación paulatina de contenido reimpreso a fines de año, y asumió el cargo de editor con el número de septiembre de 1967.
En febrero de 1968, Harrison decidió abandonar Amazing ya que Cohen no mostraba signos de abandonar las reimpresiones; tras renunciar, sugirió a Barry Malzberg como un posible sucesor. Cohen conocía el trabajo de Malzberg desde la Scott Meredith Literary Agency, y pensó que él podría ser más receptivo que Harrison en mantener la política de reimpresiones; así, Malzberg se hizo cargo de la revista en abril de 1968, pero inmediatamente entró en conflicto con Cohen debido a las reimpresiones, amenazando con renunciar en octubre de 1968 por un desacuerdo en las ilustraciones que había encargado para la portada. Cohen contactó a Robert Silverberg, el entonces presidente de la SFWA, y le dijo (falsamente) que Malzberg había renunciado; entonces, él le recomienda a Ted White como reemplazo. Cohen llegó a un acuerdo con White y luego despidió a Malzberg; el nuevo editor asumió el control de la revista con el número de mayo de 1969.

### Década de 1970
| Números publicados | Números publicados | Números publicados | Números publicados | Números publicados | Números publicados | Números publicados | Números publicados | Números publicados | Números publicados | Números publicados | Números publicados | Números publicados |
| | Ene                | Feb                | Mar                | Abr                | May                | Jun                | Jul                | Ago                | Sep                | Oct                | Nov                | Dic                |
| --- | ------------------ | ------------------ | ------------------ | ------------------ | ------------------ | ------------------ | ------------------ | ------------------ | ------------------ | ------------------ | ------------------ | ------------------ |
| 1970 | 43/5               |                    | 43/6               |                    | 44/1               |                    | 44/2               |                    | 44/3               |                    | 44/4               |                    |
| 1971 | 44/5               |                    | 44/6               |                    | 45/1               |                    | 45/2               |                    | 45/3               |                    | 45/4               |                    |
| 1972 | 45/5               |                    | 45/6               |                    | 46/1               |                    | 46/2               |                    | 46/3               |                    | 46/4               |                    |
| 1973 | 46/5               |                    | 46/6               |                    |                    | 47/1               |                    | 47/2               |                    | 47/3               |                    | 47/4               |
| 1974 |                    | 47/5               |                    | 47/6               |                    | 48/1               |                    | 48/2               |                    | 48/3               |                    | 48/4               |
| 1975 |                    |                    | 48/5               |                    | 48/6               |                    | 49/1               |                    | 49/2               |                    | 49/3               |                    |
| 1976 | 49/4               |                    | 49/5               |                    |                    | 50/1               |                    |                    | 50/2               |                    |                    | 50/3               |
| 1977 |                    |                    | 50/4               |                    |                    |                    | 50/5               |                    |                    | 51/1               |                    |                    |
| 1978 | 51/2               |                    |                    |                    | 51/3               |                    |                    | 51/4               |                    |                    | 52/1               |                    |
| 1979 |                    | 52/2               |                    |                    | 52/3               |                    |                    | 52/4               |                    |                    | 27/5               |                    |
| Números de Amazing Stories en la década de 1940. Se muestra en formato volumen/número. Los editores fueron White (azul) y Mavor (rosado). |                    |                    |                    |                    |                    |                    |                    |                    |                    |                    |                    |                    |

Cuando White asumió el cargo de editor, la circulación de Amazing rondaba las 38 500 copias, mientras que solo un 4 % de ellas tenían como destino a suscriptores; la cifra era bastante baja comparada con otras publicaciones como Analog, que vendía cerca del 35 % de sus números a través de suscripciones. La esposa de Cohen era la encargada de enviar por correo los números suscritos desde su casa, y Cohen nunca quiso aumentar la base de suscriptores ya que ello aumentaría la carga de su esposa.
White focalizó grandes esfuerzos en aumentar la circulación a pesar de la falta de apoyo por parte de Cohen, encontrándose con un éxito limitado. Uno de sus primeros cambios fue reducir el tipo de letra para aumentar la cantidad de ficción en la revista; para pagarlo, aumentó el precio tanto de Fantastic como de Amazing a sesenta centavos, lo que tuvo un fuerte efecto negativo en la circulación, la que se redujo alrededor del 10 % desde 1969 a 1970.
En 1972, White cambió el título de la revista a Amazing Science Fiction, alejándola ligeramente de algunas de las connotaciones pulp de Amazing Stories. White trabajó con un salario bajo, y sus amigos a menudo leían manuscritos de forma gratuita; sin embargo, a pesar de sus esfuerzos, la circulación siguió cayendo. De las cerca de cuarenta mil unidades que se vendían cuando asumió el puesto de editor, la circulación se redujo a alrededor de veintitrés mil en octubre de 1975. White no estaba dispuesto a continuar con el limitado apoyo financiero que Cohen le proveía, por lo que le presentó su renuncia en 1975; tras esto, Cohen lo convenció para que se comprometiera a permanecer por un año más, sin embargo, se mantuvo en su puesto hasta fines de 1978.
Amazing elevó su precio de setenta y cinco centavos a un dólar con la edición de noviembre de 1975. La periodicidad cambia a trimestral en marzo de 1976; como resultado, el número del 50.º aniversario tuvo como fecha de portada a junio de 1976. En 1977, Cohen anunció que Amazing y Fantastic habían perdido quince mil dólares, a pesar de que la circulación de la primera —cercana a las veintiséis mil unidades— era similar a la que se había registrado en años anteriores. Cohen buscó una nueva editorial dispuesta a comprar las revistas, pero en septiembre del año siguiente vendió la mitad de su participación en la compañía a su socio Arthur Bernhard. White había sugerido ocasionalmente a Cohen que Amazing se beneficiaría de un rediseño e inversión; tras la venta, realizó las mismas sugerencias a Bernhard a principios de octubre. De acuerdo con White, Bernhard no sólo dijo que no, sino que además le indicó que no recibiría un salario sino hasta que el próximo número saliera a circulación; tras esto, White renunció y devolvió todos los manuscritos que se encontraban en su poder a los autores de estos, incluso aquellos que ya estaban editados y listos para publicarse. White afirmó que Bernhard así se lo había solicitado, aunque este último lo negó.

### Décadas de 1980, 1990 y 2000
| Números publicados | Números publicados | Números publicados | Números publicados | Números publicados | Números publicados | Números publicados | Números publicados | Números publicados | Números publicados | Números publicados | Números publicados | Números publicados |
| |                    | Primavera          | Primavera          | Primavera          | Verano             | Verano             | Verano             | Otoño              | Otoño              | Otoño              | Invierno           | Invierno           |
| | Ene                | Feb                | Mar                | Abr                | May                | Jun                | Jul                | Ago                | Sep                | Oct                | Nov                | Dic                |
| --- | ------------------ | ------------------ | ------------------ | ------------------ | ------------------ | ------------------ | ------------------ | ------------------ | ------------------ | ------------------ | ------------------ | ------------------ |
| 1980 |                    | 27/6               |                    |                    | 27/7               |                    |                    | 27/8               |                    |                    | 27/9               |                    |
| 1981 | 27/10              |                    | 27/11              |                    | 27/12              |                    | 28/1               |                    | 28/2               |                    | 28/3               |                    |
| 1982 | 28/4               |                    | 28/5               |                    |                    | 28/6               |                    |                    | 28/7               |                    | 28/8               |                    |
| 1983 | 28/9               |                    | 56/5               |                    | 57/1               |                    | 57/2               |                    | 57/3               |                    | 57/4               |                    |
| 1984 | 57/5               |                    | 57/6               |                    | 58/1               |                    | 58/2               |                    | 58/3               |                    | 58/4               |                    |
| 1985 | 58/5               |                    | 58/6               |                    | 59/1               |                    | 59/2               |                    | 59/3               |                    | 60/1               |                    |
| 1986 | 60/2               |                    | 60/3               |                    | 61/1               |                    | 61/2               |                    | 61/3               |                    | 61/4               |                    |
| 1987 | 61/5               |                    | 61/6               |                    | 62/1               |                    | 62/2               |                    | 62/3               |                    | 62/4               |                    |
| 1988 | 62/5               |                    | 62/6               |                    | 63/1               |                    | 63/2               |                    | 63/3               |                    | 63/4               |                    |
| 1989 | 63/5               |                    | 63/6               |                    | 64/1               |                    | 64/2               |                    | 64/3               |                    | 64/4               |                    |
| 1990 | 64/5               |                    | 64/6               |                    | 65/1               |                    | 65/2               |                    | 65/3               |                    | 65/4               |                    |
| 1991 | 65/5               |                    | 65/6               |                    | 66/1               | 66/2               | 66/3               | 66/4               | 66/5               | 66/6               | 66/7               | 66/8               |
| 1992 | 66/9               | 66/10              | 66/11              | 67/1               | 67/2               | 67/3               | 67/4               | 67/5               | 67/6               | 67/7               | 67/8               | 67/9               |
| 1993 | 67/10              | 67/11              | 67/12              | 68/1               | 68/2               | 68/3               | 68/4               | 68/5               | 68/6               | 68/7               | 68/8               |                    |
| 1994 | 68/9               |                    |                    | 69/1               |                    |                    |                    |                    | 69/2               |                    |                    |                    |
| 1995 | 69/3               |                    |                    |                    |                    |                    |                    |                    |                    |                    |                    |                    |
| |                    |                    |                    |                    |                    |                    |                    |                    |                    |                    |                    |                    |
| 1998 |                    |                    |                    |                    |                    |                    | 70/1               |                    |                    | 70/2               |                    |                    |
| 1999 | 70/3               |                    |                    | 71/1               |                    |                    | 71/2               |                    |                    | 71/3               |                    |                    |
| 2000 | 71/4               |                    | 71/5               | 72/1               |                    |                    | 72/2               |                    |                    |                    |                    |                    |
| |                    |                    |                    |                    |                    |                    |                    |                    |                    |                    |                    |                    |
| 2004 |                    |                    |                    |                    |                    |                    |                    |                    | 73/1               | 73/2               | 73/3               | 73/4               |
| 2005 | 74/1               | 74/2               | 74/3               |                    |                    |                    |                    |                    |                    |                    |                    |                    |
| Números de Amazing Stories desde la década de 1980 en adelante. Se muestra en formato volumen/número. Los editores fueron: Mavor (rosado), Scithers (verde), Price (naranjo), Mohan (púrpura), Gross (oliva) y Berkwits (amarillo). El volumen impar en 1983 está correctamente mostrado. El número 71/5 was rotulado como Special Edition y no fue datado con mes o estación. |                    |                    |                    |                    |                    |                    |                    |                    |                    |                    |                    |                    |

A principios de 1979, Elinor Mavor —había trabajó para Bernhard como ilustradora y en el departamento de producción de varias de sus revistas, aunque no para Amazing— asumió el cargo dejado por White. Mavor había leído una buena cantidad de ciencia ficción, pero no sabía nada sobre el mundo de las revistas adscritas a este género cuando asumió el cargo; de hecho, editó en Bill of Fare, una revista especializada en restaurantes. No estaba segura de que una mujer podría ser aceptada como el editor de una revista de estas características, por lo que inicialmente usó el seudónimo de Omar Gohagen tanto para Amazing como para Fantastic, abandonándolo a fines de 1980. La circulación continuó cayendo, y Bernhard se negó a examinar la solicitud de Mavor para crear una unidad dedicada al segmento de suscripciones, lo que podría haber ayudado; en cambio, a fines de 1980, Bernhard decidió fusionar las dos revistas. El último número independiente de Fantastic fue de octubre de 1980; a partir de entonces la revista combinada retornó a una periodicidad bimensual. Al mismo tiempo, el título de la publicación fue cambiada a Amazing Science Fiction Stories; adicionalmente, Bernhard recortó el salario de Mavor tras la fusión, dado que estaba editando solo una revista. A pesar de esto, ella se mantuvo en Amazing, pero no pudo impedir que la circulación siguiera cayendo hasa alcanzar las once mil ventas en quioscos hacia 1982.
Poco después de la fusión, Bernhard decidió retirarse y se contactó con Edward L. Ferman —el editor de The Magazine of Fantasy & Science Fiction— y Joel Davis de Ziff-Davis, entre otros, acerca de una posible venta de Amazing. Jonathan Post de Emerald City Publishing, creyó que había firmado un acuerdo con Bernhard, y comenzó a hacer publicidad para atraer suscriptores, sin embargo las negociaciones fracasaron. Bernhard también se acercó a George H. Scithers, que tras declinar la oferta lo contactó con Gary Gygax de TSR. El 27 de mayo de 1982 la transacción se concretó y TSR adquirió las marcas comerciales y derechos de autor de Amazing Stories.
Scithers fue contratado por TSR como editor, comenzando en la edición de noviembre de 1982. Posteriormente fue reemplazado por Patrick Lucien Price en septiembre de 1986, y luego por Kim Mohan en mayo de 1991. TSR dejó de publicar Amazing con el número lanzado en invierno de 1995, pero luego Wizards of the Coast la adquirió en 1997; así, la revista fue relanzada con Mohan como editor nuevamente. Esta versión solo duró diez números, aunque sí incluyó una edición especial para celebrar el número seiscientos a principios del 2000. La revista especializada en ciencia ficción Locus comentó en una revisión previa que la distribución de la revista parecía ser débil. Amazing mostró su incapacidad para sobrevivir: el último número de esta versión se fechó en el verano de 2000. El título fue adquirido por Paizo Publishing, que lanzó una nueva versión mensual en septiembre de 2004; el último número impreso fue editado en febrero de 2005, mientras que en marzo del mismo año fue lanzado un número en formato PDF. Un año después, Paizo anunció que no publicaría más Amazing. En septiembre de 2011, la marca de Amazing Stories fue adquirida por Steve Davidson, quien anunció planes para publicar una versión de la revista en línea. Davidson creó un consejo editorial consultivo que incluye a cuatro ex editores de Amazing Stories.

## Antecedentes bibliográficos

### Editores
No existe consenso entre bibliógrafos sobre quiénes debieran estar enlistados como editor para los números de Amazing. Por ejemplo, Gernsback controló la revista durante los primeros tres años, pero Sloane realizó todas las tareas editoriales asociadas a ficción, y a veces se lo identifica como el editor. Similarmente, los editores posteriores también estuvieron bajo la supervisión de directores editoriales. 
- Hugo Gernsback (abril de 1926 - abril de 1929). Sloane realiza casi todas las tareas editoriales relacionadas con la ficción.[12]
- Arthur Lynch (mayo de 1929 - octubre de 1929). Igual que en el caso de Gernsback, Sloane fue esencialmente el editor.[58]
- T. O'Conor Sloane (noviembre de 1929 - mayo de 1938).
- Raymond A. Palmer (junio de 1938 - diciembre de 1949).
- Howard Browne (enero de 1950 - agosto de 1956). Fairman en realidad se hizo cargo de las labores editoriales con el número de mayo o junio de 1956.[n 7]
- Paul W. Fairman (septiembre de 1956 - noviembre de 1958).
- Cele Goldsmith Lalli (diciembre de 1958 - junio de 1965). Norman Lobsenz fue introducido como editor, aunque fue Goldsmith quien realizó todo el trabajo editorial. Tras su matrimonio, utilizó el apellido de casada, llamándose Cele Lalli.[n 8]
- Joseph Ross (agosto de 1965 - octubre de 1967), seudónimo de Joseph Wrzos.
- Harry Harrison (diciembre de 1967 - septiembre de 1968).
- Barry N. Malzberg (noviembre de 1968 - enero de 1969).
- Ted White (marzo de 1969 - febrero de 1979)
- Elinor Mavor (mayo de 1979 - septiembre de 1982). Desde mayo de 1979 a agosto de 1981, Mavor utilizó el seudónimo Omar Gohagen; subsecuentemente ella utilizó su nombre real.
- George H. Scithers (noviembre de 1982 - julio de 1986).
- Patrick Lucien Price (septiembre de 1986 - marzo de 1991).
- Kim Mohan (mayo de 1991 - invierno de 1995 y verano de 1998 - verano de 2000).
- David Gross (septiembre de 2004 - diciembre de 2004).
- Jeff Berkwits (enero de 2005 - marzo de 2005).

### Otros antecedentes bibliográficos
Amazing comenzó como una revista de formato Bedsheet y así permaneció hasta octubre de 1933, cuando cambió al formato pulp. Con la edición de abril-mayo de 1953 la publicación pasó a un formato digest. Siete números entre noviembre de 1980 y noviembre de 1981 se editaron bajo un formato half-inch taller, pero luego volvió al formato digest estándar. En mayo de 1991, la revista volvió a un formato largo, pero esto sólo duró hasta que el número de invierno de 1994, y los tres próximos números fueron publicados bajo el formato digest nuevamente. Cuando la revista reapareció en 1998, lo hizo bajo el formato bedsheet hasta su último número en papel; la edición final de marzo de 2005, se distribuyó solo en formato digital en PDF.
La numeración de los volúmenes contenía algunas irregularidades: la numeración que figura en las tablas anteriores, parecen contener errores para el período comprendido entre 1979 a 1983, sin embargo, dicha numeración está correctamente consignada. Nótese también que el volumen 27, N.º 8 fue un único número, no dos, tal y como aparece en la tabla respectiva; fue datada en diciembre de 1953/enero de 1954.
La siguiente tabla muestra los números que aparecieron por editor:
| Fechas                                 | Editorial                                 |
| -------------------------------------- | ----------------------------------------- |
| abril de 1926 - junio de 1929          | Experimenter Publishing, Nueva York       |
| julio de 1929 - octubre de 1930        | Experimenter Publications, Nueva York     |
| noviembre de 1930 - septiembre de 1931 | Radio-Science Publications, Nueva York    |
| octubre de 1931 - febrero de 1938      | Teck Publishing Corporation, Nueva York   |
| abril de 1938 - febrero de 1951        | Ziff-Davis, Chicago                       |
| marzo de 1951 - junio de 1965          | Ziff-Davis, Nueva York                    |
| agosto de 1965 - febrero de 1979       | Ultimate Publishing, Nueva York           |
| mayo de 1979 - junio de 1982           | Ultimate Publishing, Scottsdale, Arizona  |
| septiembre de 1982 - mayo de 1985      | Dragon Publishing, Lake Geneva, Wisconsin |
| julio de 1985 - invierno de 1995       | TSR, Lake Geneva, Wisconsin               |
| septiembre de 2004 - marzo de 2005     | Paizo Publishing, Bellevue, Washington    |

El nombre de la revista cambio en varias ocasiones:
| Fecha                                 | Título                                                          |
| ------------------------------------- | --------------------------------------------------------------- |
| abril de 1926 - febrero de 1958       | Amazing Stories                                                 |
| marzo de 1958 - abril de 1958         | Amazing Science Fiction                                         |
| mayo de 1958 - septiembre de 1960     | Amazing Science Fiction Stories                                 |
| octubre de 1960 - julio de 1970       | Amazing Stories                                                 |
| septiembre de 1970 - febrero de 1979  | Amazing Science Fiction Stories                                 |
| mayo de 1979 - agosto de 1980         | Amazing Stories                                                 |
| noviembre de 1980 - noviembre de 1984 | Amazing Science Fiction Stories Combined with Fantastic         |
| enero de 1985 - marzo de 1985         | Amazing Science Fiction Stories Combined with Fantastic Stories |
| mayo de 1985 - enero de 1986          | Amazing Science Fiction Stories                                 |
| marzo de 1986 - marzo de 2005         | Amazing Stories                                                 |

Dos distintas series de reimpresiones se editaron en el Reino Unido. La primera fue una única edición de Ziff-Davis en noviembre de 1946; en junio de 1950, Thorpe & Porter inició una segunda serie que se prolongó hasta 1954 que incluyó 32 números. La publicación de Ziff-Davis y los primeros veinticuatro números de Thorpe & Porter fueron en formato pulp; los cuatro restantes fueron en digests. Los números de Thorpe & Porter no fueron fechados, pero los números pulp si fueron numerados del 1 al 24, y fueron inicialmente bimensuales. La edición de marzo de 1951 fue seguida por abril y noviembre, mientras que los números de 1952 aparecieron en febrero, marzo, abril, junio, julio, septiembre y noviembre. 1953 vio nueve números pulp, omitiendo únicamente marzo y mayo; con diciembre vino el cambio de formato al digest y una perfecta periodicidad bimensual que duró hasta febrero de 1955. Estos últimos ocho números fueron adscritos al volumen 1 y números 1 a 8.
También existió una edición canadiense de Teck Publications, que consideró veinticuatro números desde septiembre de 1933 a agosto de 1935: éstas fueron idénticas a las ediciones estadounidenses, salvo que las portadas estaban sobreimpresas con «Impreso en Canadá con papel canadiense». Además, una edición japonesa se editó por siete números a mediados de 1950, seleccionando relatos provenientes desde Fantastic Adventures y Amazing.
Varias antologías de relatos provenientes de Amazing fueron publicadas, entre ellas:
| Año  | Editor                             | Título                                                            |
| ---- | ---------------------------------- | ----------------------------------------------------------------- |
| 1967 | Joseph Ross                        | The Best of Amazing                                               |
| 1973 | Ted White                          | The Best from Amazing Stories                                     |
| 1985 | Isaac Asimov y Martin H. Greenberg | Amazing Stories: 60 Years of the Best Science Fiction             |
| 1986 | Martin H. Greenberg                | Amazing Stories: Vision of Other Worlds                           |
| 1987 | Martin H. Greenberg                | Amazing Science Fiction Anthology: The Wonderful Years, 1926-1935 |
| 1987 | Martin H. Greenberg                | Amazing Science Fiction Anthology: The War Years, 1936-1945       |
| 1987 | Martin H. Greenberg                | Amazing Science Fiction Anthology: The Wild Years, 1946-1955      |

### Cruce mediático
El director Steven Spielberg obtuvo la licencia para utilizar el nombre en una exitosa serie de televisión homónima entre 1985 y 1987 para la NBC. Entre 1998 y 2000, Amazing Stories publicó una serie de cuentos basados en la franquicia Star Trek. En 2002, estas historias fueron reeditadas por Pocket Books en la colección Star Trek: The Amazing Stories.